# Verwaltungsgemeinschaft
Um Verwaltungsgemeinschaft (plural: Verwaltungsgemeinschaften; português: corporações ou corpos administrativos centrais) são corporações de direito público existentes nos estados de Baden-Württemberg, Baviera, Turíngia, Saxônia e Saxônia-Anhalt, na Alemanha.
Um Verwaltungsgemeinschaft consiste de diversos municípios de um mesmo distrito, chamados de municípios membros. Ele possui sua própria sede política e um presidente ou chefe, que pode ter, dependendo do estado, o título de prefeito (Bürgermeister).
Através do estabelecimento de um Verwaltungsgemeinschaft, municípios independentes de um mesmo distrito podem formar um nova corporação de direito público, que assume determinadas funções dos municípios membros. Os municípios membros permanecem independentes. O nome do Verwaltungsgemeinschaft geralmente refere-se a paisagem natural de sua localização.
Entre as atribuições de um Verwaltungsgemeinschaft estão a canalização de esgoto, assuntos financeiros, administração de cemitérios e corpos de bombeiros. Um Verwaltungsgemeinschaft pode cuidar ainda do funcionamento das escolas primárias, da manutenção de estradas que conectam os municípios membros e de outras atribuições dos municípios membros que possam ser transferidas, como por exemplo os assuntos relacionados ao turismo.
Outros estados da Alemanha possuem mecanismos semelhantes, porém, com diferentes designações e atribuições.

## VerwaltungsgemeinschafteErfüllende Gemeindena Turíngia
No estado da Turíngia, é possível, de acordo com o artigo 46 da "Lei das Municipalidades e Distritos da Turíngia" a formação de Verwaltungsgemeinschaften. 
Além disso, é possível ainda, de acordo com o artigo 51 da mesma lei, que um município transfira certas atribuições para uma municipalidade (município ou cidade) vizinha maior, que possua, no mínimo, 3.000 habitantes. Esta transmissão de atribuições possui um propósito similar ao Verwaltungsgemeinschaft, nesta situação, porém, este termo não é utilizado. A municipalidade maior é chamada Erfüllende Gemeinde (municipalidade representante ou executante). Ela cumpre determinadas funções de administração para o município vizinho menor. As regras se aplicam de forma geral como em um Verwaltungsgemeinschaft.